# Ден на Русия
Денят на Русия е главният държавен празник в Руската федерация. Отбелязва се ежегодно на 12 юни.

## История на празника
- 12 юни 1990 г. - Първият конгрес на народните депутати на Руската федерация приема Декларация за суверенитета на Русия.
- 12 юни 1991 г. - провеждат се първите демократични избори за президент на Русия.

С указа на президента на Русия Борис Елцин от 1994 г. 12 юни е обявен за Ден на държавния суверенитет.
През 2001 г. празникът получава сегашното си название и става национален празник на Русия.